# Каслбар
Каслбар (англ. Castlebar; ірл. Caisleán an Bharraigh, дос. «Замок Баррі») — місто в Ірландії, адміністративний центр та найбільше місто графства Мейо. Назва походить від замку, навколо якого власне і сформувалося місто.

## Історія
Місто виросло як поселення навколо замку, заснованого 1235 року. Міський статус поселення отримало 1613 року. 1798 року біля міста відбулася одна із останніх битв Ірландського повстання.
17 грудня 1862 року у місті було відкрито залізничну станцію.
Саме у Каслбарі 21 жовтня 1879 року було засновано Земельну лігу.

## Освіта
10 початкових, 3 середніх, 2 вищих навчальних заклади.

## Відомі уродженці
- Джеймс Келлі (1854-1933) — американський актор німого кіно ірландського походження
- Енда Кенні (*1951) — ірландський політик, Прем'єр-міністр Ірландії (2011–2017).
- Саллі Руні (*1991) — ірландська письменниця і сценаристка[2].

## Міста-побратими
- Анкона
- Балліміна
- Діксон
- Оре
- Хехштадт-на-Айші